# Reino de Anuradhapura
El Reino de Anuradhapura (en  cingalés: අනුරාධපුර රාජධානිය, en  tamil: அனுராதபுர சியம்சியம்), llamado así por el nombre la ciudad que es su capital, Anuradhapura, fue el primer reino establecido en la antigua Sri Lanka y el pueblo cingalés. Fue fundada por el rey Pandukabhaya en el año 377 a. C. y su autoridad se extendió por todo el país, aunque surgieron varias zonas independientes de vez en cuando, que se hicieron más numerosas hacia el final del reino. No obstante, el rey de Anuradhapura fue visto como el gobernante supremo del país a lo largo del período Anuradhapura. El budismo jugó un papel importante en el período Anuradhapura pues influyó en su cultura, leyes y sistemas de gobierno. La sociedad y la cultura se revolucionaron cuando la fe se introdujo durante el reinado del rey Devanampiya Tissa ; este cambio cultural se fortaleció aún más con la llegada de la «Reliquia del Diente del Buda» en Sri Lanka y el mecenazgo extendido por sus gobernantes.
Las invasiones del sur de la India fueron una amenaza constante durante todo el período de Anuradhapura. Los gobernantes como Dutthagamani, Valagamba y Dhatusena se caracterizan por derrotar a los indios del sur y recuperar el control del reino. Otros gobernantes notables por sus logros militares son Gajabahu I, quien lanzó un ataque contra los invasores, y Sena II, que envió sus ejércitos para ayudar a un príncipe Pandyan.
Debido a que el reino se basó principalmente en la agricultura, la construcción de obras de riego fue un logro importante del Reino de Anuradhapura, lo que garantizaba el suministro de agua en la zona seca y ayudaba al país a crecer de forma autosuficiente en la mayoría de su extensión. Varios reyes, especialmente Vasabha y Mahasena , construyeron grandes embalses y canales, lo que creó una vasta y compleja red de riego en el área de Rajarata durante todo el período de Anuradhapura. Estas construcciones son una indicación de las habilidades técnicas y de ingeniería avanzadas utilizadas para crearlas. Las famosas pinturas y estructuras en Sigiriya; los Ruwanwelisaya, estupas Jetavana, y otros grandes estupas más; grandes edificios como el Lovamahapaya ; y las obras religiosas (como las numerosas estatuas de Buda) son hitos que demuestran el avance en el período de Anuradhapura en la escultura.

## La ciudad de Anuradhapura
En el año 543 a. C., el príncipe Vijaya (543-505 aC) llegó a Sri Lanka, cuando fue desterrado de su tierra natal en la India. Eventualmente tuvo la isla bajo su control y se estableció como rey. Posteriormente, su séquito se dispersó por todo el país y establecieron pueblos y colonias. Uno de estos fue establecido por Anuradha, un ministro del rey Vijaya, en las orillas de un arroyo llamado Kolon y fue nombrado «Anuradhagama».
En 377 a. C., el rey Pandukabhaya (437-367 aC) la convirtió en su capital e hizo de ella una ciudad próspera. Anuradhapura (Anurapura) recibió su nombre del primer ministro que estableció la aldea y de un abuelo de Pandukabhaya que vivió allí. El nombre también se derivó del establecimiento de la ciudad en el austero asterismo llamado Anura. Anuradhapura fue la capital de todos los monarcas que gobernaron el país durante el reino de Anuradhapura con la excepción de Kashyapa I (473-491), que eligió a Sigiriya como su capital. La ciudad está marcada en el mapa mundial de  Ptolomeo.

## Historia
El rey Pandukabhaya, fundador y primer gobernante del Reino de Anuradhapura, fijó los límites de las aldeas del país y estableció un sistema de administración mediante el nombramiento de los jefes de las aldeas. Construyó ermitas, casas para los pobres, cementerios y depósitos para el agua de riego. Tuvo una gran parte del país bajo el control del Reino de Anuradhapura. Sin embargo, no fue hasta el reinado de Dutthagamani (161-137 aC) cuando todo el país se unificó bajo el Reino de Anuradhapura. Derrotó a 32 gobernantes en diferentes partes del país antes de matar a Ellalan , el gobernante del sur de India que ocupaba Anuradhapura, y ascendió al trono. La crónica Mahavansha describe su reinado con mucho elogio, y dedica 11 capítulos de un total de 37 para su reinado. Se le describe como un rey guerrero y un devoto  budista. Después de unificar el país, ayudó a establecer el budismo sobre una base firme y segura y construyó varios monasterios y santuarios, incluyendo el Ruwanweli Seya y Lovamahapaya.
Otro rey notable del Reino de Anuradhapura es Valagamba (103, 89-77 a. C.); también fue conocido como Vatthagamani Abhaya, que fue derrocado por cinco invasores del sur de la India. Recuperó su trono después de derrotar a estos invasores uno a uno y unificó al país de nuevo bajo su dominio. Saddha Tissa (137-119 a. C.), Mahaculi Mahatissa (77-63 a. C.), Vasabha (67-111), Gajabahu I (114-136), Dhatusena(455-473), Aggabodhi I (571-604) y Aggabodhi II (604-614) estuvieron entre los gobernantes que dominaron todo el país después de Dutthagamani y Valagamba. Los gobernantes que hubo desde Kutakanna Tissa (44-22 aC) hasta Amandagamani (29-19 aC) también lograron mantener todo el país bajo el dominio del Reino de Anuradhapura. Otros gobernantes no pudieron mantener su dominio sobre toda la isla, y las regiones independientes a menudo existían en Ruhuna y Malayarata (región montañosa) pero solo por períodos limitados. Durante los últimos años del Reino de Anuradhapura, surgieron las rebeliones  y la autoridad de los reyes disminuyó gradualmente. Durante el mandato de Mahinda V(982-1017), el último rey del reino de Anuradhapura, sus decretos y dictámenes se había vuelto tan débiles que ni siquiera pudieron organizar adecuadamente la recaudación de impuestos.
Durante los tiempos de Vasabha, Mahasena (274-301) y Dhatusena, se dio prioridad a la construcción de grandes tanques de riego y canales. Vasabha construyó 11 tanques y 12 canales, Mahasen construyó 16 tanques y un gran canal, y Dhatusena construyó 18 tanques. La mayoría de los otros reyes también han construido tanques de riego a lo largo de Rajarata, el área alrededor de Anuradhapura. Al final del Reino de Anuradhapura, estaba disponible una gran e intrincada red de regadío a través de Rajarata para apoyar la agricultura del país.

### Llegada del budismo

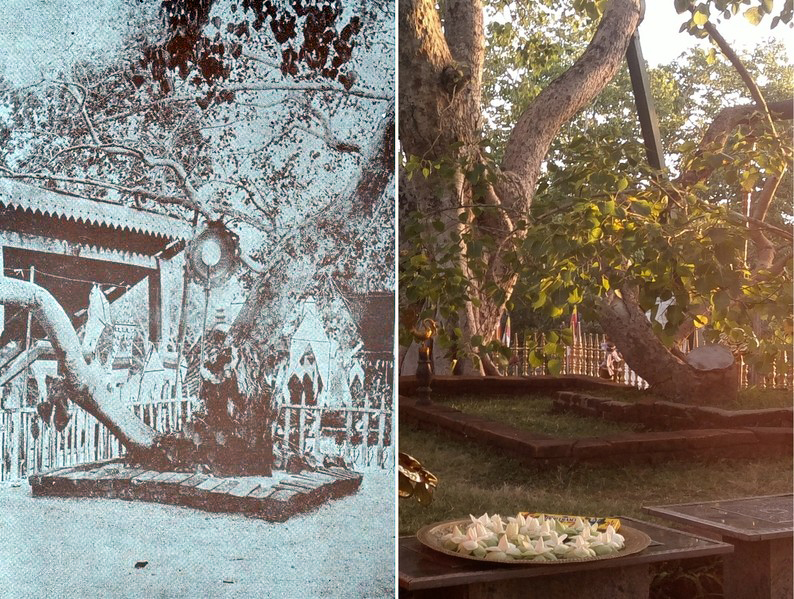
The Jaya Sri Maha Bodhi today, to which the Kingdom was offered by Devanampiya Tissa.

Uno de los eventos más notables durante el Reino de Anuradhapura fue la introducción del budismo en el país. Hubo una fuerte alianza entre Devanampiya Tissa (250-210 aC) y Ashoka de la India, quien envió a Arahat Mahinda, cuatro monjes y un novicio a Sri Lanka. Se encontraron con Devanampiya Tissa en Mihintale. Después de esta reunión, Devanampiya Tissa abrazó el budismo y la orden de los monjes se estableció en el país. Devanampiya Tissa, guiado por Arahat Mahinda, tomó medidas para establecer firmemente el budismo en el país.
Poco después, la bhikkhuni Sanghamitta llegó de la India para establecer el Bhikkhuni sasana (orden de monjas) en el país. Ella trajo consigo un retoño del Sri Maha Bodhi, el árbol bajo el cual Buda alcanzó la iluminación y que luego fue plantado en Anuradhapura. Devanampiya Tissa le otorgó a su reino el recién plantado Jaya Sri Maha Bodhi. Este fue el establecimiento del budismo en Sri Lanka.

### Llegada de la Reliquia del Diente Sagrado
Durante el reinado de Kithsirimevan (301-328), Sudatta, el  virey de Kalinga y Hemamala trajeron la «Reliquia del Diente del Buda» a Sri Lanka debido a los disturbios en su país. Kithsirimevan lo llevó en procesión y colocó la reliquia en una mansión llamada Datadhatughara. Ordenó que esta procesión se celebrara anualmente lo que todavía se hace como una tradición en el país. La Reliquia del Diente del Buda pronto se convirtió en uno de los objetos más sagrados en el país así como un símbolo de la realeza. La persona que estaba en posesión de la Reliquia del Diente sería el gobernante legítimo del país. Por lo tanto, a menudo estaba recogido dentro del palacio real.

### Invasiones
Se realizaron varias invasiones contra el Reino de Anuradhapura, todas las cuales fueron lanzadas desde el sur de la India. La primera invasión registrada en la historia del país es durante el reinado de Suratissa (247-237 aC), donde fue derrocado por dos traficantes de caballos del sur de la India llamados Sena y Guththika. Después de gobernar el país durante 22 años, fueron derrotados por Asela (215-205 aC), quien a su vez fue derrocado por otra invasión liderada por un príncipe Chola llamado Ellalan (205-161 aC). Elara gobernó durante 44 años antes de ser derrotado por Dutthagamani (Duttugamunu). Sin embargo, el Mahavamsa registra que estos reyes extranjeros gobernaron el país de manera justa y legal.
El país fue invadido nuevamente en el 103 aC por cinco jefes dravidianos , Pulahatta , Bahiya , Panya Mara , Pilaya Mara y Dathika , que gobernaron hasta 89 aC cuando fueron derrotados por Valagamba . Otra invasión ocurrió en 433, y el país cayó bajo el control de seis gobernantes del sur de la India. Estos fueron Pandu , Parinda , Khudda Parinda , Tiritara , Dathiya y Pithiya , que fueron derrotados por Dhathusena que recuperó el poder en 459. Más invasiones y redadas del sur de la India ocurrieron durante los reinados de Sena I (833-853) y Udaya III (935-938). La invasión final durante el Reino de Anuradhapura, que terminó el reino y dejó el país bajo el gobierno de los Cholas, se llevó a cabo durante el reinado de Mahinda V.
Sin embargo, ninguno de estos invasores podría extender su dominio a Ruhuna , la parte sur del país, y los gobernantes de Sri Lanka y sus herederos siempre organizaron sus ejércitos de esta área y lograron recuperar su trono. A lo largo de la historia de Sri Lanka, Ruhuna sirvió de base para los movimientos de resistencia.

### Fin del reino
En 993, el Emperador Chola Rajaraja I invadió Sri Lanka, lo que obligó al entonces gobernante de Sri Lanka, Mahinda V, a huir al sur del país. El Mahavamsa describe la regla de Mahinda V como débil, y el país estaba sufriendo de pobreza en este momento. Además menciona que su ejército se levantó contra él debido a la falta de salarios. Aprovechando esta situación, Rajendra I hijo de Rajaraja I, lanzó una gran invasión en 1017. Mahinda V fue capturado y llevado a la India, y los Cholas saquearon la ciudad de Anuradhapura. Se mudaron la capital a Polonnaruway los gobernantes de Sri Lanka subsiguientes que llegaron al poder después del reinado de Chola continuaron utilizando a Polonnaruwa como capital, lo que puso fin al Reino de Anuradhapura.

## Administración

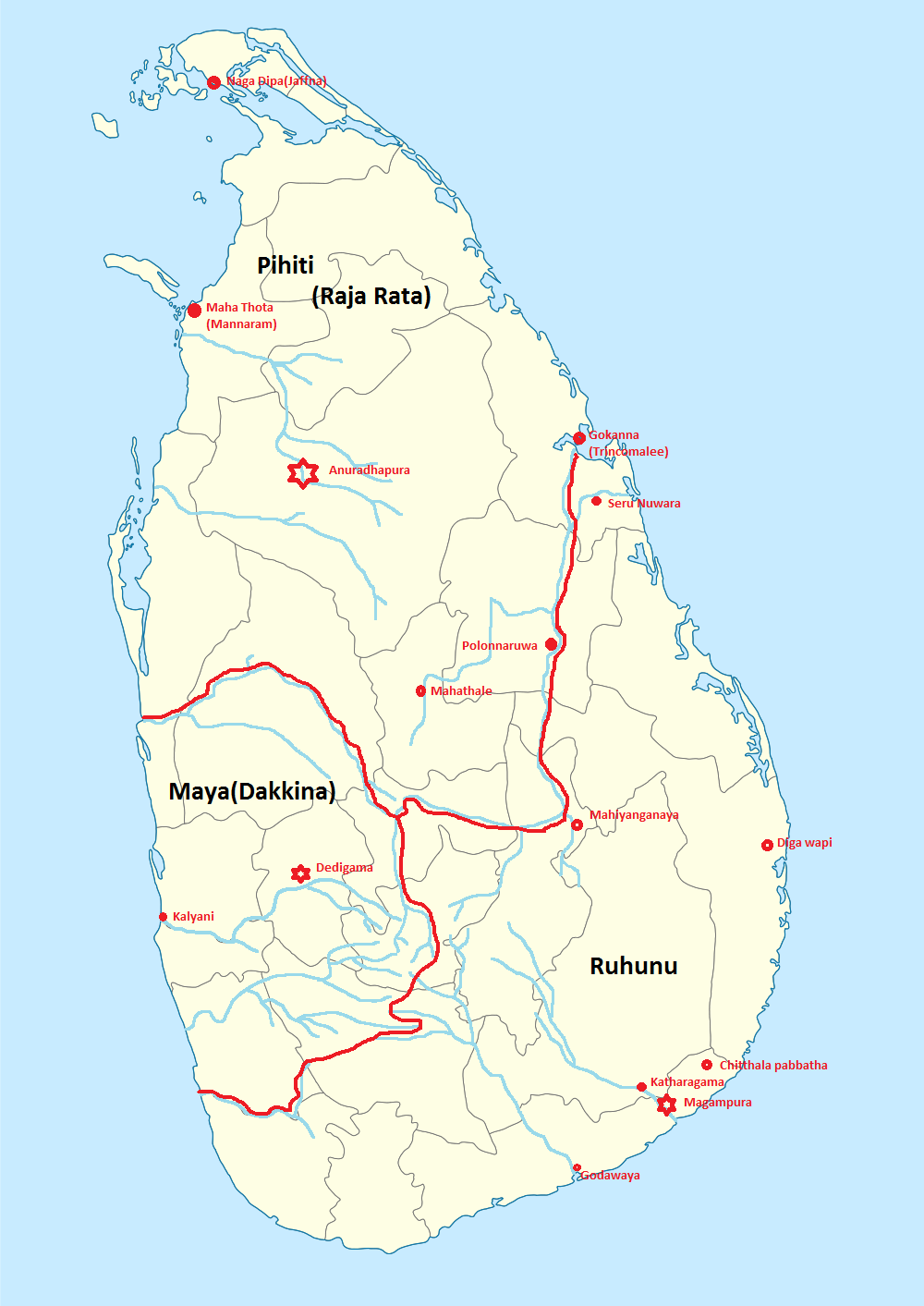
Subterritorios de Anuradhapura.

El reino estaba bajo el gobierno de un rey. Las ceremonias de consagración y los rituales asociados con la monarquía comenzaron durante el reinado de Devanampiya Tissa, bajo la influencia de Ashoka de la India. Todo el país fue llevado bajo el dominio de un solo monarca por Dutthagamani por primera vez. Antes de esto, tenía varios principados independientes del Reino de Anuradhapura. La sucesión del trono era patrilineal , o si ese no puede ser el caso, heredado por el hermano mayor del rey anterior. El rey de Anuradhapura era visto como el gobernante supremo en toda la isla, incluso en momentos en que no tenía control absoluto sobre él.
Cuatro dinastías han gobernado el reino desde su fundación hasta su final. Los gobernantes de Vijaya a Subharaja (60-67) son generalmente considerados como la dinastía Vijayan. Pandukabhaya fue el primer gobernante del reino de Anuradhapura perteneciente a esta dinastía. La dinastía Vijayan existió hasta que Vasabha, del clan Lambakanna, tomó el poder en el año 66 DC. Su ascensión al trono supuso el inicio de la primera dinastía Lambakanna, que gobernó el país durante más de tres siglos. Una nueva dinastía comenzó con Dhatusena en 455. Nombrada dinastía Moriya, los orígenes de esta línea son inciertos, aunque algunos historiadores los remontan a la princesa Shakya que acompañaron al retoño del Sri Maha Bodhi a Sri Lanka. La última dinastía del período Anuradhapura, la segunda dinastía Lambakanna, comenzó con Manavamma (684-718) apoderándose del trono en 684 y continuó hasta el último gobernante de Anuradhapura, Mahinda V.

### Funcionarios y gobernantes
Los oficiales reales se dividieron en tres categorías; funcionarios adscritos al palacio, funcionarios de la administración central y funcionarios de la administración provincial. Una de las posiciones más importantes fue el purohita, el consejero del rey. El rey también tenía una junta de ministros llamada amati paheja. En la administración central, senapati (Comandante en jefe del Ejército) ocupaba un puesto solo detrás del rey, y en poder de un miembro de la nobleza. Esta posición, y también las posiciones de yuvaraja (sub rey), cargos administrativos en las provincias del país y en los principales puertos y provincias, a menudo estaban en manos de los parientes del rey.
El reino a menudo se dividía en secciones o provincias y se gobernaba por separado. Rajarata, el área alrededor de la capital, estaba bajo la administración directa del rey, mientras que el Ruhuna (parte sur del país) y el Malaya Rata (país de la colina) estaban gobernados por funcionarios llamados apa y mapa. Estas unidades administrativas se dividieron en unidades más pequeñas llamadas rata . Funcionarios llamados ratiya o ratika estaban a cargo de estos.  La unidad administrativa más pequeña era la gama (aldea), bajo un jefe de aldea conocido como gamika o gamladda.

### Sacerdocio budista
Existe un estrecho vínculo entre el gobernante y el  Sangha (sacerdocio budista) desde la introducción del budismo en el país. Esta relación se fortaleció aún más durante el reinado de Dutthagamani. Los monjes a menudo aconsejaban e incluso guiaban al rey en las decisiones. Esta asociación estaba inicialmente con la secta Mahavihara, pero a mediados del siglo I a. C., la secta Abhayagiri también había comenzado a tener un estrecho vínculo con el gobierno del país. A fines del siglo III d. C., la secta de Jetavana también se había acercado a la regla. Las separaciones entre el gobernante y el sacerdocio a menudo debilitaron al gobierno, como sucedió durante el reinado de Lanjatissa. Incluso el movimiento de resistencia de Valagamba se vio obstaculizado inicialmente debido a una ruptura con el Mahavihara, y lo logró solo después de que se viera afectada la reconciliación. Algunos gobernantes patrocinaban solo una secta, pero esto a menudo conducía a disturbios en el país y la mayoría de los gobernantes apoyaban por igual a todas las sectas. A pesar de esto, los establecimientos religiosos a menudo eran saqueados en tiempos de conflictos internos por los propios gobernantes, como durante los reinados de Dathopatissa I (639-650) y Kashyapa II (650-659).

### La ley
Las costumbres, las tradiciones y los principios morales basados en el budismo fueron utilizados como las bases de la ley. Las leyes específicas fueron desarrolladas y adoptadas eventualmente. Samantapasadika, un comentarista del siglo V, da detalles de regulaciones complejas sobre el robo de peces. El jefe de la judicatura era conocido como viniccayamacca y había varios oficiales judiciales a su cargo, conocidos como vinicchayaka. Además de ellos, a los jefes de las aldeas y los gobernadores provinciales también se les dio el poder de emitir juicios. El rey era el último juez en disputas legales, y todos los casos contra miembros de la familia real y altos dignatarios del estado fueron juzgados por él. Sin embargo, el rey tuvo que ejercer este poder con cuidado y después de consultar con sus asesores. Udaya I registró juicios que fueron considerados como precedentes importantes en la biblioteca real a fin de mantener la uniformidad en las decisiones judiciales.
Inicialmente, la administración de justicia a nivel de aldea era responsabilidad de las asambleas comunales, que generalmente consistían en los ancianos del pueblo. Sin embargo, hacia el final del Reino de Anuradhapura un grupo de diez pueblos, conocido como dasagam, fue responsable de defender la justicia en esa área. Las leyes y medidas legales que deben seguir fueron proclamadas por el rey. Varias inscripciones de rocas que registran estas proclamas se han encontrado en excavaciones arqueológicas. Los castigos difieren de una regla a otra. Algunos reyes, como Sanghabodhi (247-249) y Voharika Tissa (209-231) eran indulgentes en este aspecto, mientras que los gobernantes como Ilanaga (33-43) y Jetthatissa I (263-273) eran más duros. Sin embargo, delitos como la traición, el asesinato y la matanza de ganado en general se castigan con la muerte.

## Economía
La economía del Reino de Anuradhapura se basó principalmente en la agricultura. El principal producto agrícola era el arroz, cuyo cultivo estaba respaldado por una intrincada red de riego. El cultivo de arroz comenzó alrededor del río Malvatu oya , Deduru oya y Mahaweli y se extendió por todo el país. El cultivo migratorio también se realizó durante las estaciones lluviosas. El arroz se produjo en dos temporadas principales llamadas Yala y Maha. Debido a la extensa producción de arroz, el país era en su mayoría autosuficiente. El algodón fue cultivado extensivamente para cumplir con los requisitos de la tela. La caña de azúcar y el sésamo también se cultivaron y hay referencias frecuentes en la literatura clásica a estos productos agrícolas. El mijo blanco se cultivó como un sustituto del arroz, particularmente en la zona seca del país. Se exportaron excedentes de estos productos, principalmente arroz.

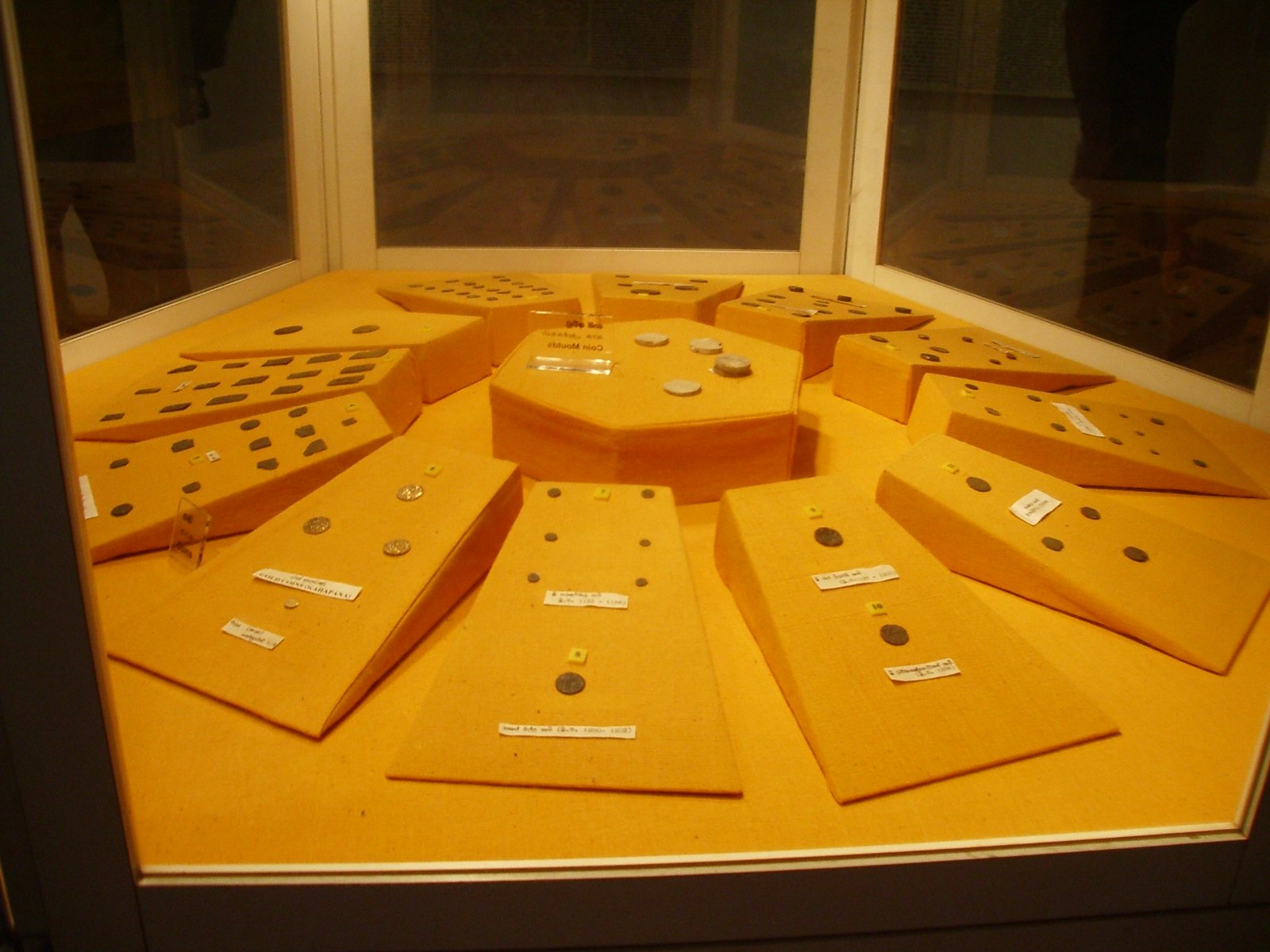
Monedas antiguas pertenecientes al período Anuradhapura en exhibición en el museo de Anuradhapura

Los bienes primarios exportados durante el período Anuradhapura son piedras preciosas, especias,  perlas y elefantes , mientras que los artículos de cerámica, sedas, perfumes y vinos fueron importados de otros países. Los comerciantes extranjeros, principalmente árabes, a menudo actuaban como intermediarios en estas importaciones y exportaciones. La tela de lujo también se importó del  este de India y China. Una inscripción en piedra en Anuradhapura implica que el mercado o bazar una funcionalidad importante en la ciudad. El comercio era limitado en las aldeas, ya que en su mayoría eran autosuficientes, pero los productos esenciales como la sal y el metal tenían que obtenerse del exterior. La posición del país en el Océano Índico y sus bahías naturales lo convirtió en un centro de tránsito comercial internacional. Puertos como Mahatittha (Mannar) y Gokanna (Trincomalee) se usaron como puertos comerciales durante el Reino de Anuradhapura.

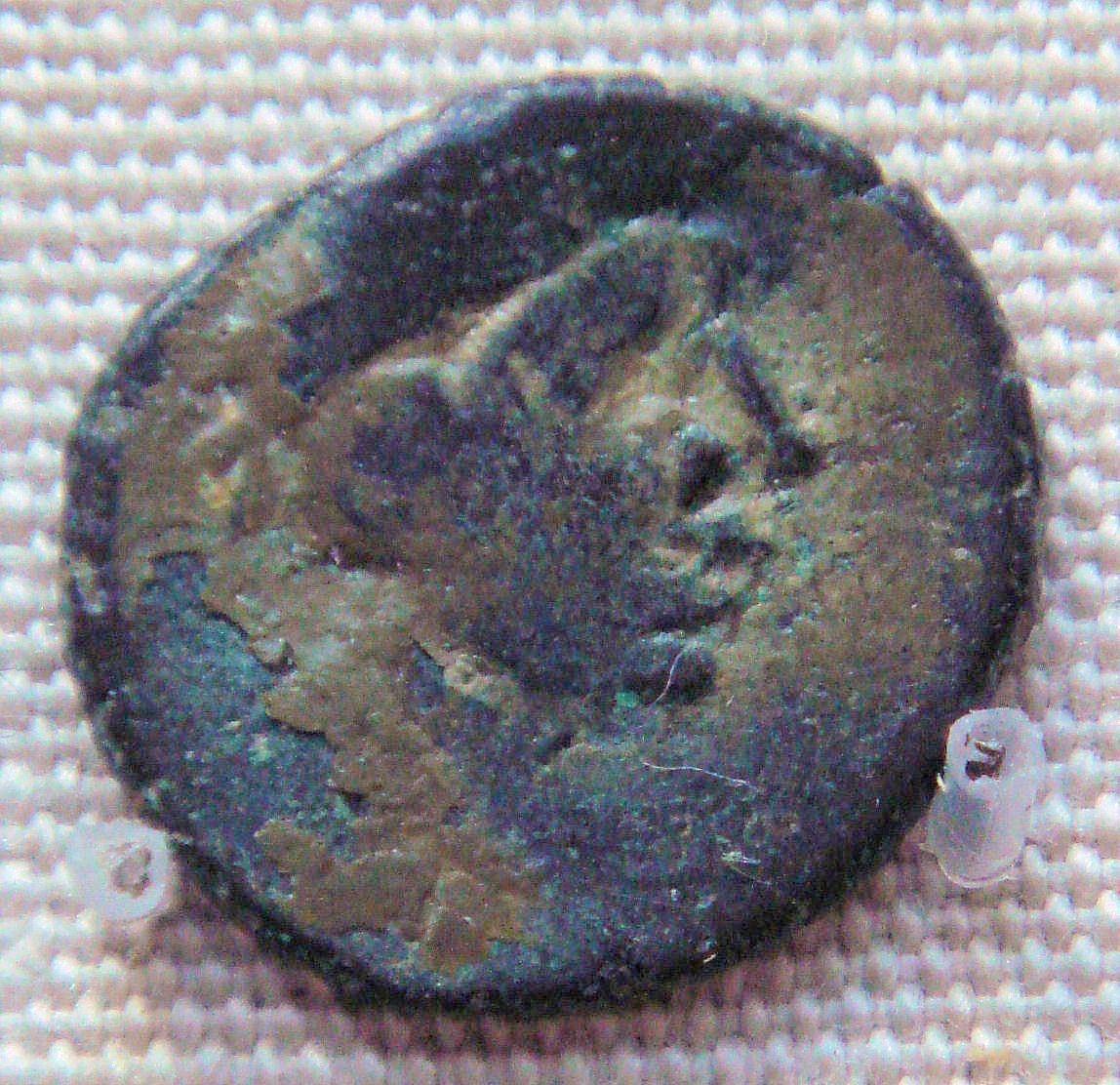
Moneda romana en imitación de bronce, Sri Lanka, al

La moneda se usó a menudo para resolver multas judiciales, impuestos y pagos por bienes o servicios.  Sin embargo, la remuneración por los servicios al rey, los funcionarios y los templos a menudo se realizaba en forma de ingresos de la tierra. Las monedas más antiguas encontradas en Anuradhapura datan de hasta 200 a. C. Estas primeras monedas eran piezas de plata rectangulares marcadas con perforaciones conocidas como kahavanu. Estos eventualmente se convirtieron de forma circular, que fueron a su vez seguido por golpeados die monedas. También se usaron metales no colados, particularmente oro y plata. Patrones de elefantes, caballos, esvásticas y Dharmacakra se imprimieron comúnmente en las monedas de este período.
El impuesto primario de este período se llamó bojakapati (impuesto a los granos) y se cobra por la tierra utilizada para el cultivo. También se cobró un impuesto sobre el agua, llamado dakapati, por el agua utilizada en los embalses. Los derechos de aduana también se impusieron en los puertos. Se esperaba que aquellos que no podían pagar estos impuestos en efectivo participaran en servicios tales como la reparación de embalses. La administración de impuestos era deber de Badagarika, el tesorero del rey.

## Cultura
La cultura en el Reino de Anuradhapura se basaba en gran parte en el budismo con la matanza de animales por alimentos considerados bajos e inmundos. Como resultado, la cría de animales, a excepción de la cría de búfalos y ganado, era poco común. Los elefantes y los caballos eran símbolos de prestigio, y solo la nobleza podía permitírselos. Las habilidades necesarias para entrenar y cuidar a estos animales fueron muy apreciadas. El ganado y el búfalo se usaban para arar y preparar campos de arroz . Los productos lácteos formaron una parte importante de las dietas de las personas, mientras que la literatura pali y sinhala a menudo se refieren a cinco productos obtenidos de la vaca: leche, cuajada, suero de leche, ghee y mantequilla. También se usaron bueyes y carros de bueyes para el transporte.
La metalistería era una artesanía importante y bien desarrollada, y las herramientas de metal como hachas, mamut y azadas eran ampliamente utilizadas. Las armas y las herramientas de hierro y acero fueron producidas en gran escala para los militares. Una buena indicación del desarrollo de la carpintería metálica de este período es el Lovamahapaya , que había sido cubierto completamente con cobre.
Los pueblos generalmente se concentraban alrededor de los embalses de riego para permitir el acceso fácil al agua para la agricultura. Las casas estaban justo debajo del terraplén del embalse, entre el agua y los arrozales a continuación. Esto facilitó el control fácil del suministro de agua a los campos y también apoyó el mantenimiento de jardines domésticos para la producción de frutas y verduras. Típicamente, una aldea consistía en un grupo de viviendas, campos de arroz, un embalse, un terreno de pastoreo, reservas de cultivo de turno y un bosque de aldea. En áreas de alta precipitación, un curso de agua perenne a menudo tomó el lugar del embalse. La pesca continental se extendió durante el período del Reino de Anuradhapura debido a los numerosos embalses. Aunque no totalmente ausente, la pesca marítima no fue común durante este período, principalmente debido a la naturaleza rudimentaria del transporte de peces de mar a las ciudades que se encontraban en el interior.
Las mujeres parecen haber tenido libertad e independencia considerables durante este período. Dutthagamani frecuentemente buscaba el consejo de su madre durante su campaña militar. Las inscripciones de rock muestran que las mujeres donaron cuevas y templos para el uso de la sangha. Sin embargo, no hay registros de mujeres que ocupen cargos administrativos. No está claro si a las mujeres se les dio igualdad de condiciones con los hombres, pero sí tuvieron completa libertad en asuntos religiosos.

### Religión

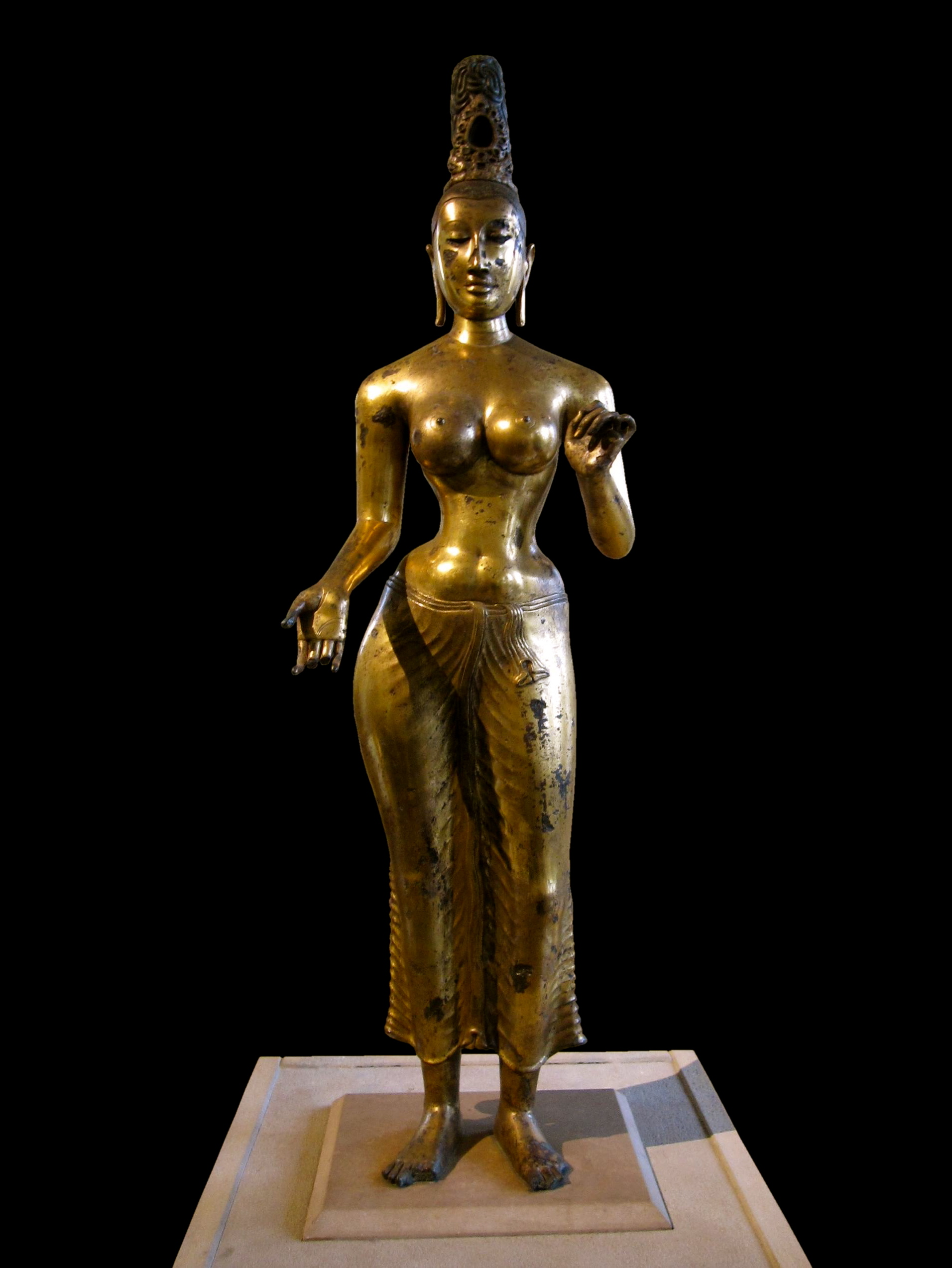
Estatua de bronce dorado del Bodhisattva Tara, fechada en el, hallada en la costa oriental de Sri Lanka

Después de la introducción del budismo en Sri Lanka durante el reinado de Devanampiya Tissa, se extendió por todo el país bajo su protección. Después de esto, se esperaba que los gobernantes fueran los protectores del budismo en el país y se convirtiera en un factor legitimador de la autoridad real.  Tres fraternidades del budismo habían llegado a existir al final del Reino de Anuradhapura; Mahavihara, Abhayagiri y Jetavana. Mahavihara se estableció inmediatamente después de la introducción del budismo en el país. En representación de las enseñanzas Theravada, se mantuvo estrictamente convencional en todo el Reino de Anuradhapura. La fraternidad Abhayagiri, establecida después de AbhayagiriyaFue construido, representó varias escuelas de pensamiento budista. No se limitó a Theravada y aceptó las ideas mahayana y tántrica también. Existe poca evidencia sobre la fraternidad Jetavana que se estableció después de que se construyó el Jetavanaramaya , más tarde que los otros dos. Sin embargo, también era receptivo a puntos de vista nuevos y más liberales con respecto al budismo.
Los gobernantes patrocinaban Theravada y a menudo tomaban medidas para detener la difusión de las creencias mahayanas . Los gobernantes como Aggabodhi I, Kashyapa V (914-923) y Mahinda IV (956-972) promulgaron reglas disciplinarias para la correcta conducción de la Sangha. Voharika Tissa y Gothabhaya (249-262) expulsaron a varios monjes de la orden por apoyar tales puntos de vista. Un cambio en esto ocurrió cuando Mahasena abrazó las enseñanzas Mahayana y actuó contra las instituciones Theravada. Sin embargo, él también se adaptó a las enseñanzas Theravada después de que la población se rebeló contra él. A medida que el reino y la autoridad de los reyes declinaban, las doctrinas mahayana y tántrica volvían a extenderse, sin embargo, Theravada seguía siendo la doctrina principal y más difundida.

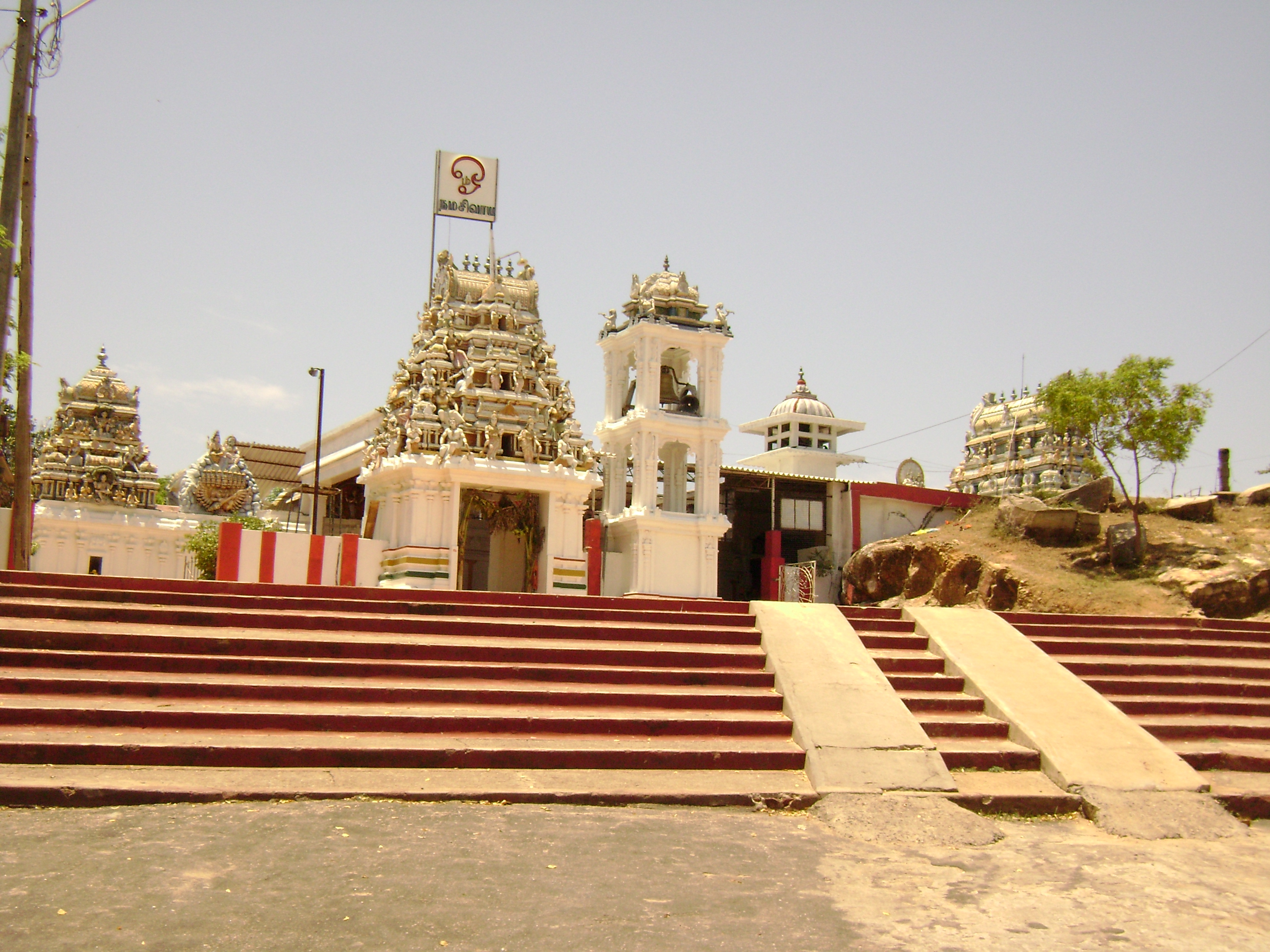
El templo hindú de Koneswaram fue construido en la era del Reino de Anuradhapura

Los seguidores del hinduismo también estuvieron presentes en cierta medida durante el Reino de Anuradhapura. Hubo una cantidad de ellos en Rajarata durante el reinado de Elara. Mahasen destruyó varios templos hindúes durante su reinado en el siglo II. Comunidades de comerciantes particularmente indios que vivían cerca de puertos como Mahatittha y Gokanna eran seguidores del hinduismo y se construyeron templos hindúes en estas áreas. Para el final del Reino de Anuradhapura, se habían construido grandes templos hindúes como el templo de Konesvaram. Fuentes históricas indican que también hubo  jainistas en Anuradhapura durante el reinado de Valagamba.

### Literatura
Desde el siglo III a. C. hasta el siglo III d. C., las inscripciones se registran en la escritura Brāhmī. Esto se desarrolló gradualmente en la escritura de sinhala moderna, pero esto no estaba completo para el final del Reino de Anuradhapura. La primera referencia en las fuentes históricas de cualquier obra escrita es de alrededor del 80 aC, pero tanto la literatura cingalés como la pali existían incluso dos siglos antes de esto, si no antes. La literatura más antigua de Sinhala se encuentra en Sigiriya. Poemas escritos desde el siglo VI hasta el final del reino de Anuradhaura se encuentran entre los grafiti en la pared del espejo en Sigiriya. La mayoría de estos versículos están describiendo o incluso dirigidos a las figuras femeninas representadas en los frescos de Sigiriya. La mayoría de estos poemas se escribieron entre los siglos VIII y X.
Solo tres libros cingaleses sobreviven desde el período Anuradhapura. Uno de ellos, Siyabaslakara, fue escrito en el siglo IX o X sobre el arte de la poesía y se basa en el sánscrito Kavyadarsha. Dampiya Atuva Gatapadaya es otro, y es un glosario para el Pali Dhammapadatthakatha, que proporciona palabras cingaleses y sinónimos de palabras en pali. El tercer libro es Mula Sikha Ha Sikhavalanda, un conjunto de reglas disciplinarias para los monjes budistas. Ambos han sido escritos durante los dos últimos siglos del período Anuradhapura.

Durante el reinado de Valagamba, el Pali Tripitaka fue escrito en hojas de palma. Varios comentarios sobre el budismo, conocido como Atthakatha también se han escrito durante el reinado de Mahanama (406-428). Las crónicas de Pali como Dipavamsa y Mahavamsa se escribieron durante el Reino de Anuradhapura, y todavía son útiles como recursos para estudiar la historia del país.

### Arte

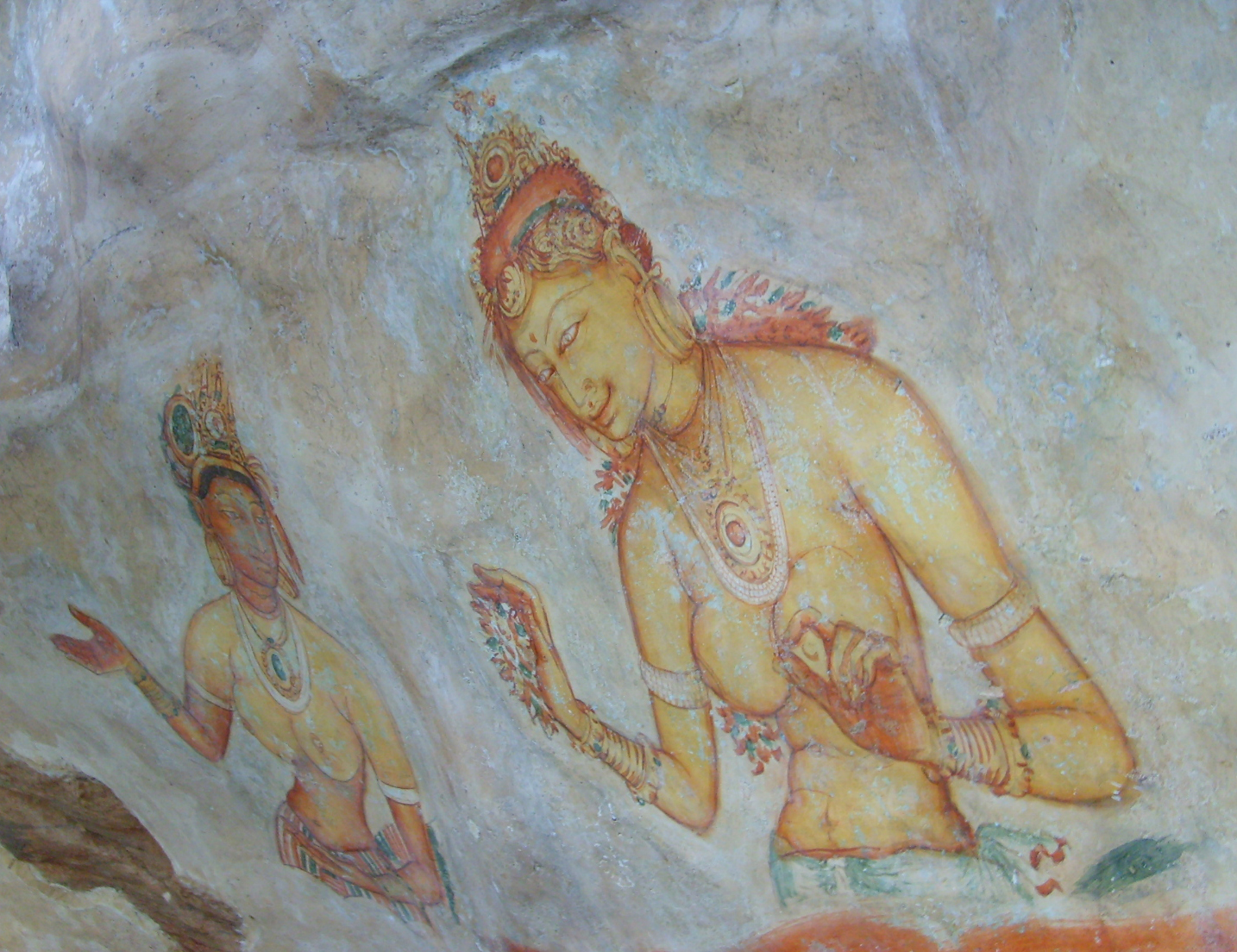
Los frescos de Sigiriya son las pinturas más antiguas y mejor conservadas pertenecientes al período Anuradhapura.

Los frescos de Sigiriya encontrados en Sigiriya , Sri Lanka fueron pintados durante el reinado del rey Kashyapa I (gobernó 477 - 495 dC). Representando figuras femeninas que llevan flores, son las pinturas más antiguas que sobreviven del período Anuradhapura. Existen varias teorías sobre quiénes se muestran en estas pinturas. Algunos sugieren que son apsaras (ninfas celestiales), otros sugieren que son las damas de la corte del rey o incluso una representación de rayos y nubes de lluvia. Aunque tienen cierta similitud con las pinturas de Ajantaen la India, existen diferencias significativas en el estilo y la composición que sugieren que estos son ejemplos de una escuela de arte de Sri Lanka distintiva.
Las pinturas de una cueva en Hindagala se remontan al último período de Anuradhapura, e incluso pueden pertenecer al mismo período que las pinturas de Sigiriya. Las pinturas de Sigiriya e Hindagala son los únicos especímenes de arte sobrevivientes del reino de Anuradhapura. Sin embargo, restos de pinturas indican que las paredes y techos de algunos edificios y las paredes interiores de estupas y vahalkadas también fueron pintados. Saddhatissa había empleado pintores para decorar el Ruwanweli Seya cuando su hermano Dutthagamani quería verlo en su lecho de muerte.
La fabricación de estatuas , la mayoría notablemente estatuas de Buda , fue un arte perfeccionado por los escultores de Sri Lanka durante el Reino de Anuradhapura. Las primeras estatuas de Buda pertenecientes al período Anuradhapura datan del siglo I d. C. Posturas estándar como Abhaya Mudra, Dhyana Mudra, Vitarka Mudra y Kataka Mudra se usaron para hacer estas estatuas. La estatua de Samadhi en Anuradhapura, considerada uno de los mejores ejemplos del arte antiguo de Sri Lanka, muestra al Buda en una posición sentada en meditación profunda, y está esculpida en mármol de dolomita y es datable hasta el siglo IV. La estatua de Toluvila es similar a esta, y data de las etapas posteriores del Reino de Anuradhapura. Entre las estatuas notables de Buda que datan del período de Anuradhapura se incluyen las de Avukana, Maligavila y Buduruvagala. La estatua de Buduruvagala es la más alta del país, con una altura de 50 pies —15 m—. Todas estas estatuas están talladas en roca.
Las tallas en Isurumuniya son algunos de los mejores ejemplos del arte de talla de piedra del Reino de Anuradhapura. La habilidad en las artes fue un rasgo respetado y valorado durante este período y los artistas fueron bien recompensados por los gobernantes. El Mahavamsa registra que Jetthatissa II (328-337) era muy hábil en la talla de piedra y marfil.

### Arquitectura

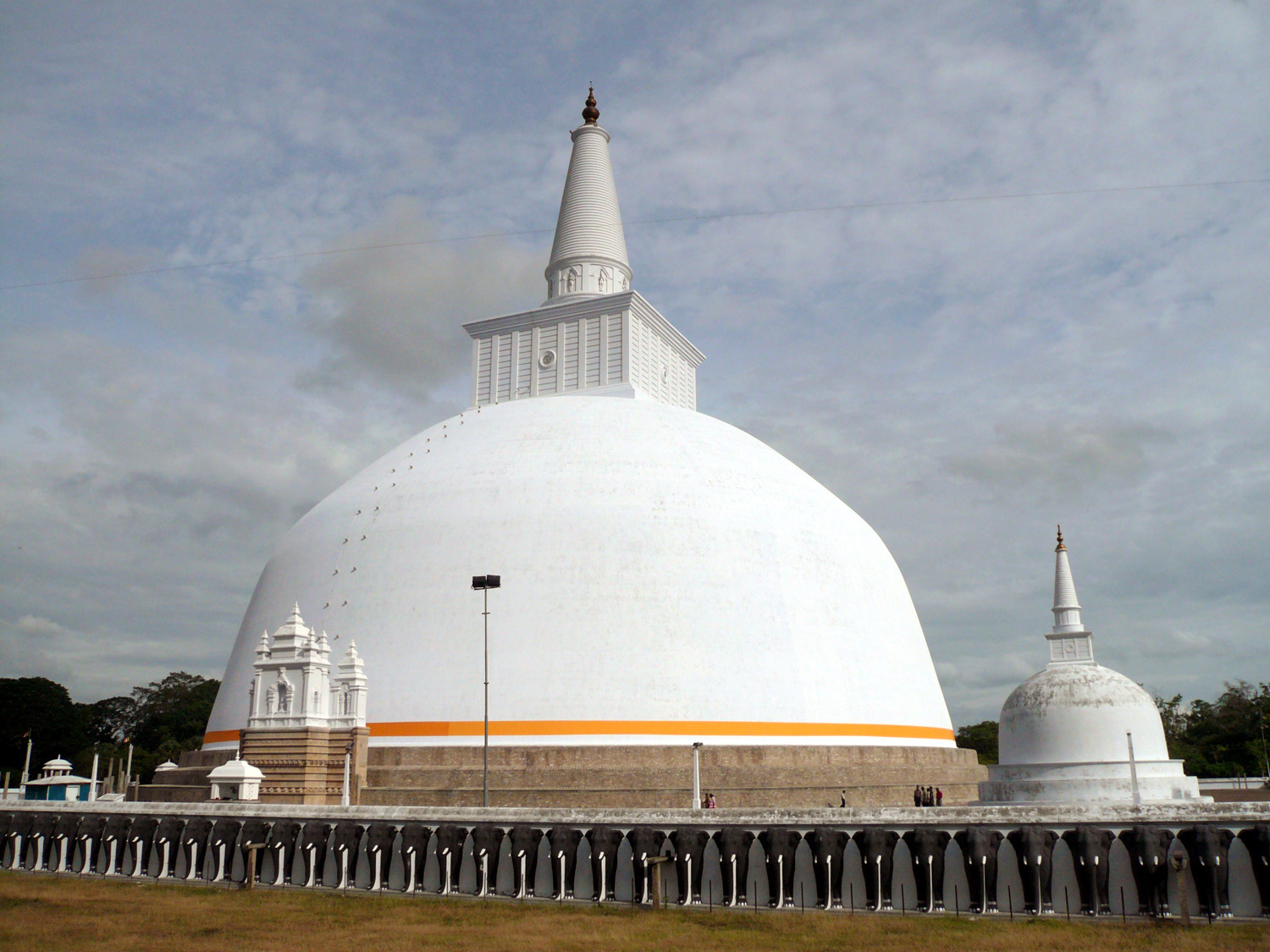
El Rey Dutthagamani construyó Ruwanweli Seya, la primera estupa grande, comenzando una práctica que sería seguida por gobernantes posteriores.

La construcción de estupas fue notable no solo durante el Reino de Anuradhapura, sino a lo largo de la historia de Sri Lanka. Las estupas fueron construidas consagrando un objeto de adoración. La estupa de Thuparamaya, construida por Devanampiya Tissa, es una de las primeras construidas y fue construida inmediatamente después de la llegada del budismo. La construcción de estupas grandes fue iniciada por el rey Dutthagamani con la construcción del Ruwanweli Seya , con una altura de 300 pies (91 m) y una circunferencia de 298 pies (91 m).

Los Anuradhapura dagabas, que datan de los primeros siglos del período Anuradhapura, son de proporciones tan colosales que constituyen las estructuras más grandes de su tipo en cualquier parte del mundo budista, incluso rivalizando con las pirámides de Egipto en tamaño.

La estupa de Abhayagiri en el complejo monástico de Abhayagiriya es otra estupa grande del período de Anuradhapura cuya altura original era de 350 pies (110 m). La estupa de Jetavana , construida por Mahasen, es la más grande del país. Stupas tenía cimientos profundos y bien construidos, y los constructores eran claramente conscientes de los atributos de los materiales utilizados para la construcción. Se han utilizado métodos adecuados para cada tipo de material para sentar las bases sobre una base firme.
Todos los edificios han sido adornados con esculturas y tallas elaboradas y fueron apoyados por grandes columnas de piedra. Estas columnas de piedra se pueden ver en varios edificios, como el Lovamahapaya (palacio de bronce). Los sistemas de drenaje de estos edificios también están bien planeados, y se usaron tuberías de terracota para llevar el agua a los pozos de drenaje. Grandes estanques se adjuntaron a algunos monasterios, como el Kuttam Pokuna (estanque gemelo). También se han encontrado complejos hospitalarios cerca de los monasterios. Los edificios fueron construidos con madera, ladrillos y piedras. Las piedras se usaron para cimientos y columnas, mientras que el ladrillo se usó para paredes. El mortero de cal se usó para revocar paredes.

## Irrigación y gestión del agua
Las precipitaciones en la zona seca de Sri Lanka están limitadas a 50-75 pulgadas. En estas condiciones, el cultivo con alimentación por lluvia fue difícil, lo que obligó a los primeros pobladores a desarrollar medios para almacenar agua a fin de mantener un suministro constante de agua para sus cultivos. Se construyeron pequeños tanques de riego a nivel de aldea para apoyar los cultivos de esa aldea. El primer tanque de riego a mediana escala es el depósito Basawakkulama construido por el Rey Pandukabhaya. Los embalses Nuwara wewa y Tissa Wewa se construyeron un siglo después. Estos depósitos fueron ampliados en los años siguientes por varios gobernantes.

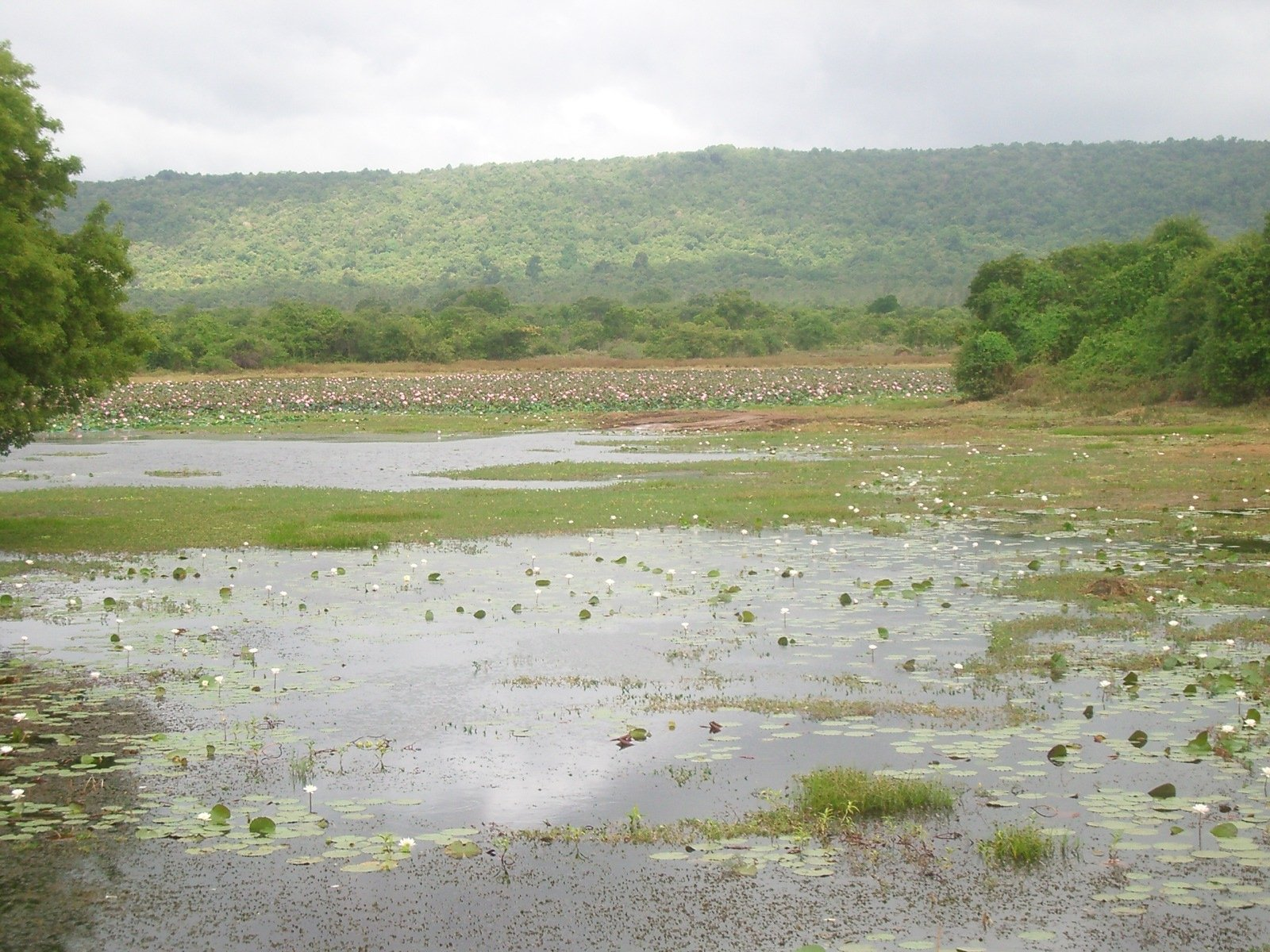
Un lago de irrigación antiguo pequeño y ahora inutilizado en Anuradhapura

La construcción de embalses a gran escala comenzó en el siglo I d. C. bajo la dirección de Vasabha. El canal de Alahara, construido al represar el río Amban para desviar el agua hacia el oeste por 30 millas (48 km), se construyó durante este período. Entre los embalses construidos durante el reinado de los depósitos de Vasabha, Mahavilacchiya y Nocchipotana ambos tienen circunferencias de aproximadamente 2 millas (3.2 km). Durante el reinado de Mahasen, el canal de Alahara se ensanchó y alargó para suministrar agua al tanque Minneriya recién construido , que cubría 4,670 acres (18,9 km 2 ) y tenía 1,25 millas (2,01 km) de largo y 44 pies (13 m) de alto terraplén. Fue nombrado Minneri Deiyo(dios de Minneriya) para esta construcción y todavía se conoce como tal por la gente en esa área. El depósito de Kavudulu, el canal de Pabbatanta y el embalse de Hurulu se encontraban entre las grandes construcciones de irrigación llevadas a cabo durante este período. Estas construcciones contribuyeron inmensamente a la mejora de la agricultura en las partes norte y este de la zona seca. También se construyeron embalses utilizando afluentes del Daduru Oya durante este período, suministrando así agua a la parte suroeste de la zona seca. Esta conservación y distribución de los recursos hídricos aseguró que el suministro de agua fuera suficiente en toda la zona seca. James Emerson Tennent [N 7] describió la antigua red de riego como:

... parece haber muchas razones para creer que, a partir de su propia experiencia posterior y la prodigiosa medida en que se ocuparon en la formulación de obras de este tipo, lograron una instalación sin igual para la gente de cualquier otro país.

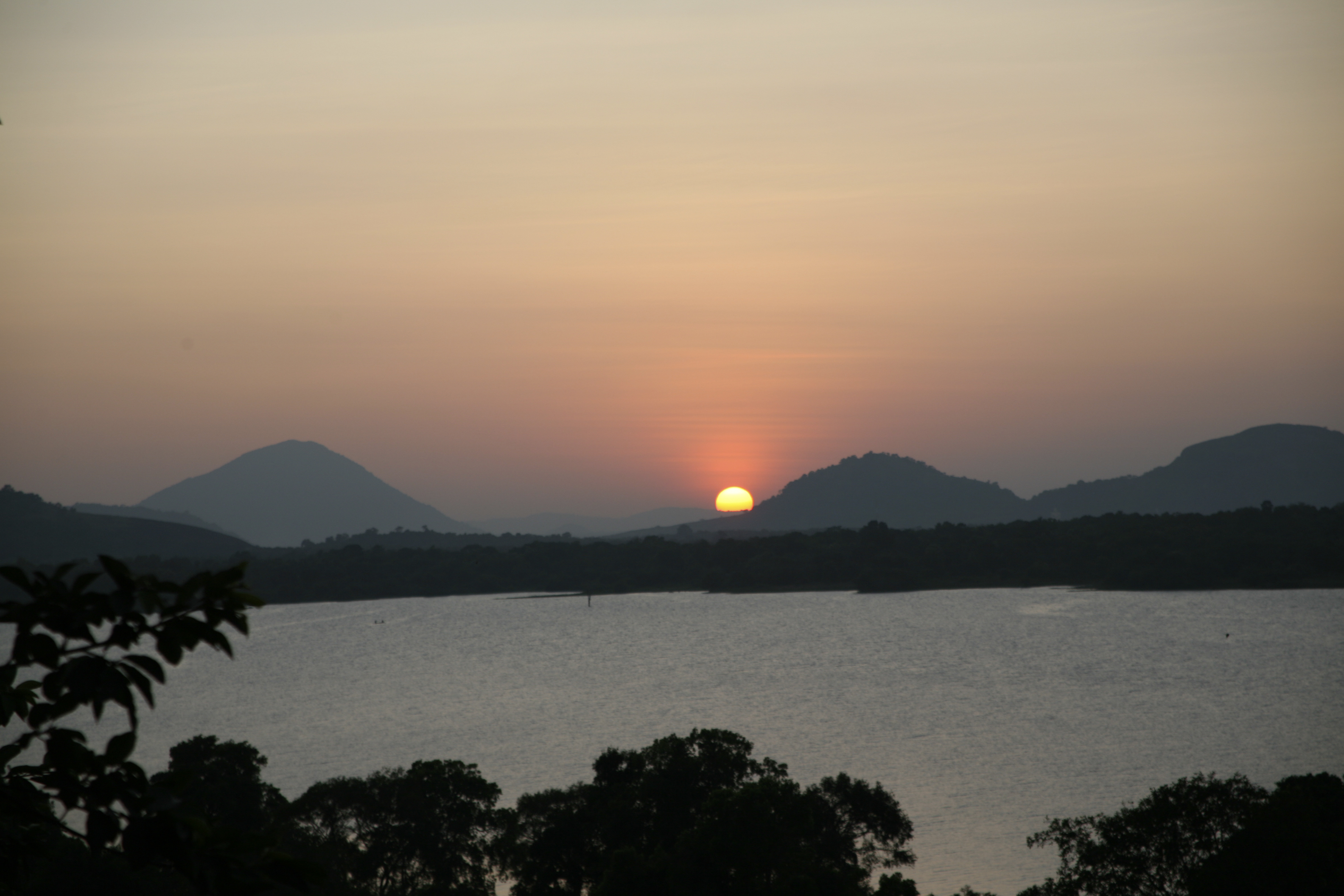
El embalse de Kandalama, que se cree que fue construido durante la última etapa del reino, es uno de los muchos tanques que forman una red intrincada.

Los recursos hídricos de la zona seca se explotaron aún más durante los tiempos de Upatissa I y Dhatusena. La construcción del Kala Wewa , que cubre un área de 6,380 acres (25.8 km 2 ) con un terraplén de 3.75 millas (6.04 km) de largo y 40 pies (12 m) de altura, se llevó a cabo durante el reinado de Dhatusena. Un canal de 54 millas (87 km) llamado Jayaganga transporta agua del Kala wewa al Tissa Wewa y alimenta una red de canales más pequeños. La construcción de esta red también se atribuye a Dhatusena. El Jayaganga suministró agua a 180 kilómetros cuadrados de arrozales. A finales del siglo quinto, dos redes de riego principales, una apoyada por el río Mahaweliy el otro por Malvatu Oya y Kala Oya, estaban cubriendo el área de Rajarata. El Mahavamsa registra que muchos otros gobernantes construyeron una serie de tanques de riego, algunos de los cuales aún no han sido identificados. En el siglo VIII, nacieron grandes tanques como Padaviya, Naccaduva, Kantale y Giritale , ampliando aún más la red de riego. Sin embargo, desde el siglo VIII hasta el final del Reino de Anuradhapura, no hubo mucha actividad en la construcción de obras de riego.

### Tecnología

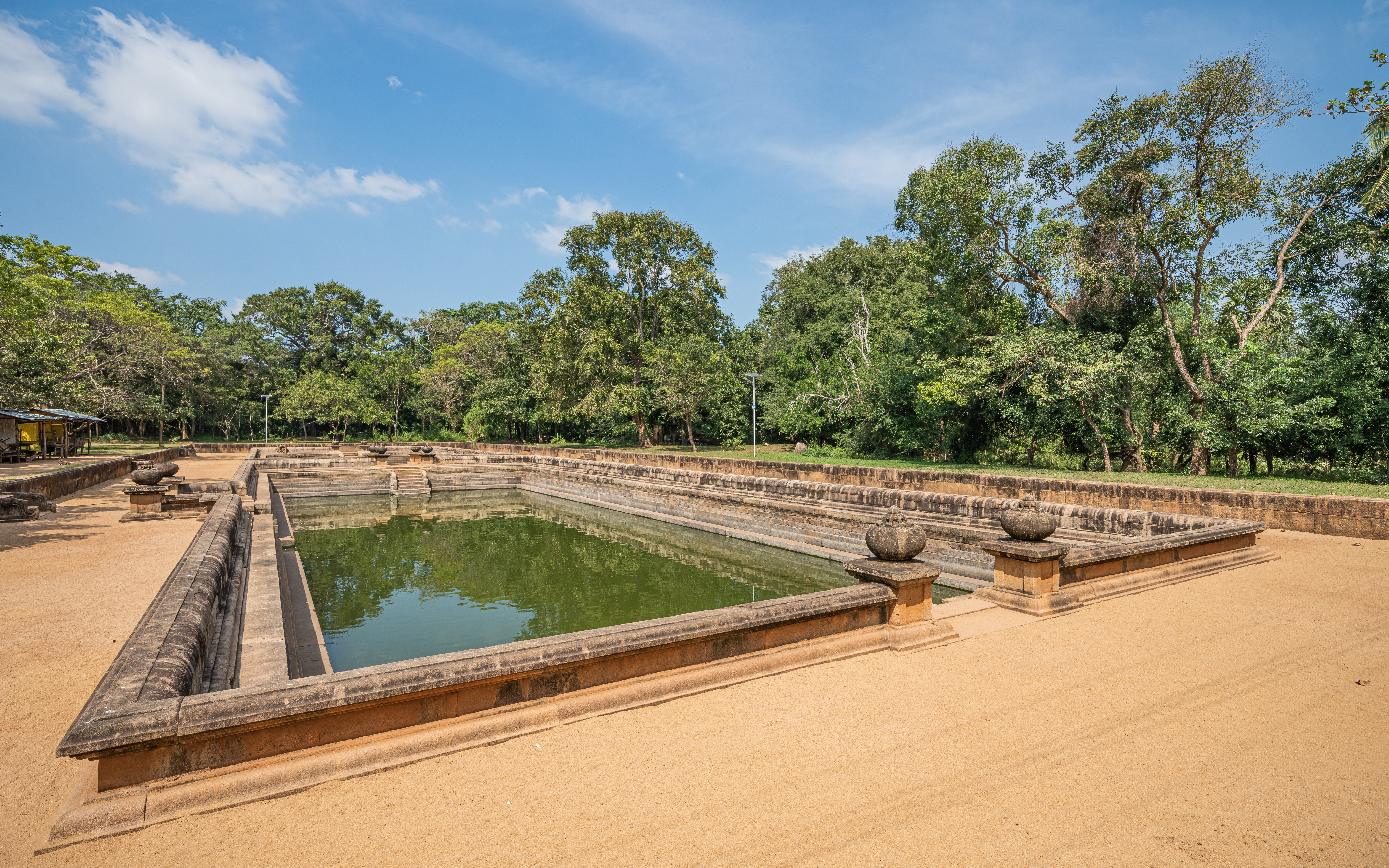
El suministro de agua para Kuttam Pokuna se obtuvo a través de conductos subterráneos.

Se requirió tecnología avanzada para la planificación y construcción de grandes reservorios y canales. Al construir embalses, las brechas entre crestas bajas en las llanuras de la zona seca se utilizaron para represar cursos de agua. Se usaron dos técnicas diferentes en la construcción; uno de los métodos consistía en construir un terraplén utilizando formaciones rocosas naturales en un valle y el otro consistía en desviar cursos de agua a través de canales construidos hacia los embalses. Todos los embalses y canales en un área estaban interconectados por una red intrincada, de modo que el exceso de agua de uno fluiría hacia el otro. Las ubicaciones de estas construcciones indican que los antiguos ingenieros también conocían las formaciones geológicas en los sitios y los usaron de manera efectiva. También se han construido conductos subterráneos para suministrar agua hacia y desde estanques artificiales, como en Kuttam Pokuna y los estanques en Sigiriya.
Las 54 millas (87 km) de longitud de Jayaganga tienen un gradiente de seis pulgadas por milla, lo que indica que los constructores tenían conocimiento experto y dispositivos de medición precisos para lograr el gradiente mínimo en el flujo de agua. La construcción de Bisokotuva , una compuerta de cisterna utilizada para controlar el flujo de agua en los embalses, indica un gran avance en la tecnología de riego. Desde el siglo tercero, estas esclusas, hechas de ladrillo y piedra, se colocaron en varios niveles en los terraplenes de los embalses..

## Militar
Durante las primeras etapas, el Reino de Anuradhapura no tenía un ejército regular fuerte a excepción de un pequeño cuerpo de soldados. Estos fueron asignados para custodiar la capital y el palacio real. El Rey tenía el derecho de exigir a un hijo sano para el servicio militar de todas las familias en su reino. En tiempos de guerra, se formó un ejército más grande utilizando este método. Un ejército consistía en cuatro divisiones principales; un cuerpo de elefantes, caballería, carros e infantería.  Esta combinación se llamó Chaturangani Sena (ejército cuádruple). Sin embargo, la mayoría del ejército era infantería compuesta de espadachines, lanceros y arqueros.
Cuando se preparó tal ejército, fue comandado por varios generales. El Comandante en jefe del ejército era generalmente un miembro de la nobleza. El rey y sus generales lideraron al ejército desde el frente durante las batallas, montados sobre elefantes. Las principales ciudades del reino fueron defendidas con muros defensivos y fosos . Los asedios , que a menudo duraban varios meses, eran comunes durante la guerra. El combate individual entre los reyes o comandantes opuestos, montado sobre elefantes, a menudo decidía el resultado de la batalla.
Los mercenarios del sur de la India se emplearon a menudo en los ejércitos del Reino de Anuradhapura durante sus últimas etapas. Manavamma y Moggallana I (491-508) obtuvieron la asistencia de los Pallavas durante las disputas de sucesión para asegurar el trono. Sin embargo, el reino de Anuradhapura parece haber tenido ejércitos fuertes durante algunos períodos, como cuando Sena II envió sus ejércitos al sur de la India contra el rey Pandyan. Gajabahu También lanzó una invasión contra el sur de la India para rescatar a 12,000 cautivos, "trajimos a 12,000 prisioneros y también a los cautivos liberados". [142] Sorprendentemente, sin embargo, una armada no se consideró importante durante el Reino de Anuradhapura, y rara vez se mantuvo. Esta habría sido la primera línea de defensa para la nación isleña y también habría sido útil para hacer frente a las invasiones del sur de la India.